# أوليفيا أولسون
أوليفيا أولسون (بالإنجليزية: Olivia Olson) (ولدت في 21 مايو 1992) هي ممثلة ومغنية وكاتبة أغاني أمريكية. اشتهرت لأدوارها الصوتية عن شخصية فانيسا دوفينشميرتز في فارس وفادي وصوت مارسلين ملكة مصاصي الدماء في وقت المغامرة. كما قامت بأداء دور شخصية جوانا في فيلم الحب الحقيقي عام 2003.
كما تعمل أولسون ككاتبة فشاركت بكتابة قسم من كتاب «موسوعة وقت المغامرة» والذي حقق مبيعات كبيرة.

## لمحة عامة
ظهرت أولسون كمغنية وممثلة على عدة برامج تلفزيونية وفي مسارح مباشرة. وهي حالياً عضو ومغنية ضمن طاقم عمل مسلسل الرسوم المتحركة الأمريكي وقت المغامرة لكرتون نتورك لتؤدي الدور الصوتي لشخصية مارسلين ملكة مصاصي الدماء بالنسخة الإنجليزية. كما تؤدي الدور الصوتي لشخصية فانيسا دوفينشميرتز ابنة الدكتور دوفينشميرتز الشرير في مسلسل الرسوم المتحركة فارس وفادي لديزني. كما قامت بغناء عدد من الأغاني في كلا سلسلتي الرسوم المتحركة سالفتي الذكر.
وقد اشتهرت أولسون بعد أدائها لشخصية «جوانا أندرسون» في فيلم الكوميديا الرومنيسي البريطاني لعيد الميلاد الحب الحقيقي عام 2003، والذي غنت فيه أغنية «كل ما أريده في عيد الميلاد هو أنتم». وبعد نجاحها تم استضافتها في عدد من العروض. كما نشرت أولسون أغاني أصلية من تأليفها على حسابها الخاص على يوتيوب.

## وصلات خارجية
- أوليفيا أولسون على موقع IMDb (الإنجليزية)
- أوليفيا أولسون على موقع روتن توميتوز (الإنجليزية)
- أوليفيا أولسون على موقع ألو سيني (الفرنسية)
- أوليفيا أولسون على موقع ميوزك برينز (الإنجليزية)
- أوليفيا أولسون على موقع أول موفي (الإنجليزية)
- أوليفيا أولسون على موقع ديسكوغز (الإنجليزية)
- أوليفيا أولسون على موقع قاعدة بيانات الفيلم (الإنجليزية)
- أوليفيا أولسون على موقع كينوبويسك (الروسية)
- قناة أوليفيا أولسون  على يوتيوب
- أوليفيا أولسون - مقتطفات فيديو (بالإنجليزية)